# Quentin Tarantino
Pour les articles homonymes, voir Tarantino.
Quentin Tarantino (/kɑ̃tɛ̃ taʁɑ̃tino/, en anglais : /ˈkwɛntɪn ˌtæɹənˈtiːnoʊ/), né le 27 mars 1963 à Knoxville, Tennessee (États-Unis) est un acteur, scénariste, producteur, monteur, réalisateur, directeur de la photographie et écrivain américain.
Il acquiert une célébrité internationale dans les années 1990, en tant que réalisateur de films indépendants avec ses deux premiers longs métrages, Reservoir Dogs (1992) et Pulp Fiction (1994), remportant pour ce dernier la Palme d'or à Cannes. Après un troisième film en 1997 (Jackie Brown), il poursuit avec les deux volets Kill Bill : Vol. 1 / Vol.2 (2003 et 2004).
Ses plus importantes réussites commerciales internationales sont Django Unchained (2012) et Once Upon a Time… in Hollywood (2019), des films où il manie l'uchronie, comme dans un autre de ses grands succès, Inglourious Basterds (2009).
Son style très cinéphile se reconnaît entre autres par sa narration postmoderne et non linéaire, ses dialogues travaillés souvent émaillés de références à la culture populaire, et ses scènes hautement esthétiques et d'une violence extrême, inspirées de films d'exploitation, d'arts martiaux ou de westerns spaghetti. Ayant reçu une formation d'acteur, il interprète fréquemment de petits rôles dans ses propres films, comme ceux de M. Brown dans Reservoir Dogs, Jimmie dans Pulp Fiction, Warren dans Boulevard de la mort ou encore un employé de compagnie minière dans Django Unchained.
Il a créé pour Pulp Fiction la société de production A Band Apart, dont le nom est un hommage au film Bande à part de Jean-Luc Godard alors que son logo reprend quant à lui les personnages en costumes noirs de Reservoir Dogs. Il collabore régulièrement avec son ami réalisateur Robert Rodriguez.
Il affirme vouloir prendre sa retraite de cinéaste après son prochain film, qui sera le dixième. Il a en parallèle entamé une activité littéraire en 2021 avec Il était une fois à Hollywood, adaptation du film du même nom. Il publie ensuite Cinéma spéculations (2022), un livre essai principalement sur le cinéma des années 1970.

## Biographie

### Jeunesse
Quentin Jerome Tarantino naît le 27 mars 1963 à Knoxville, Tennessee (États-Unis). Il est le fils de Connie McHugh, une infirmière, née le 3 septembre 1946, et de Tony Tarantino, acteur et musicien amateur né à New York. Ce dernier est d'origine italienne par son père ; sa mère a des ascendances irlandaises et cherokees,. Il est prénommé d'après Quint Asper, le personnage joué par Burt Reynolds dans la série Gunsmoke,, et Quentin Compson, personnage du roman Le Bruit et la Fureur. Son père quitte le domicile familial avant même sa naissance. En 1965, sa mère déménage à Torrance, dans la banlieue sud de Los Angeles, et se remarie avec Curtis Zastoupil, un pianiste de bar, qui lui fait découvrir le cinéma. Le couple divorce alors que le jeune Quentin a une dizaine d'années.

### Découverte du cinéma
Dès son plus jeune âge, Quentin Tarantino regarde à volonté des films au cinéma. Les premiers films qui le marquent profondément sont Délivrance et La Horde Sauvage. Il passe les années suivantes à regarder des films, principalement ceux de la blaxploitation ou de kung-fu. Il a peu de goût pour les études et commet quelques petits délits. En 1981, il s'inscrit à la James Best Theatre Company de Toluca Lake, ne s'y intègre pas et la quitte pour prendre des cours d'art dramatique avec Allen Garfield. Cette période marque sa future carrière de réalisateur. Il a l'habitude de jouer certaines scènes avec ses collègues acteurs, qu'il tire de leurs films préférés, et réécrit les répliques, dont ils ne se souviennent plus, brodant de plus en plus de nouvelles choses à chaque fois. Il prend alors conscience de ses talents de scénariste. Il n'a jamais fréquenté d'école de cinéma : ses cours de théâtre l'ont beaucoup aidé à appréhender le milieu du septième art.
À partir de 1983, après avoir redoublé sa troisième, il abandonne le cycle scolaire vers 16 ans et fait quelques petits boulots, travaillant notamment comme ouvreur dans un cinéma pornographique (le Pussycat), puis au Video Archives, une célèbre boutique de location de vidéos à Hermosa Beach en Californie. Il y découvre le cinéma français de Jean-Pierre Melville, Jean-Luc Godard et Éric Rohmer, ainsi que les films de John Woo et de Shōhei Imamura, et partage sa passion pour le cinéma avec Roger Avary, co-scénariste de Pulp Fiction et True Romance. Il passe plus de cinq années à travailler, et quasiment à vivre, dans ce magasin avant de le quitter en 1989.

### Carrière

#### Premiers pas de scénariste
Craig Hamann, un autre employé du vidéo club, a écrit, dès 1984, un premier scénario d'une trentaine de pages d’un film intitulé My Best Friend's Birthday. Avec Quentin Tarantino, ils réécrivent le script qui se développe en quatre-vingts pages. Ils trouvent ensuite un budget de cinq mille dollars et tournent en seize millimètres avec une caméra louée à Los Angeles le vendredi au prix d'une journée et tournant tout le week-end. Quentin Tarantino met trois années à mettre au point son film et juge le résultat final décevant. Avec le recul, il trouve que c'était une expérience enrichissante. Une partie du film ayant brûlé dans un incendie, il reste donc inachevé.
Dans les années 1980, alors qu'il est au début de sa vingtaine, il effectue une brève carrière d'acteur, répondant à des castings en ajoutant sur son curriculum vitae des rôles de films qui n'existaient pas. Il joue ainsi un sosie d'Elvis Presley dans la série télévisée Les Craquantes.
Par la suite, Roger Avary lui propose un autre script, The Open Road. En 1987, Quentin Tarantino le réécrit complètement et le transforme en un long scénario qui devient l'ossature de l'histoire de True Romance, tout en y intégrant des scènes qui se retrouveront plus tard dans Reservoir Dogs, Pulp Fiction et Tueurs nés. Quentin Tarantino et Roger Avary affinent le scénario de True Romance et tentent vainement de le produire pendant plusieurs années avant de le céder pour 40 000 dollars. Quentin Tarantino écrit aussi le scénario de Tueurs nés et essaie également de le réaliser, sans parvenir à réunir le budget nécessaire. Il vend donc ce script aux producteurs Jane Hamsher et Don Murphy pour dix mille dollars. True Romance est réalisé, en 1993, par Tony Scott, avec qui Quentin Tarantino s'est entretemps lié d'amitié. Le scénario de True Romance est le récit le plus autobiographique écrit par Quentin Tarantino, qui a défini le personnage de Clarence d'après ses propres goûts et son propre passé. Tueurs nés est réalisé, en 1994, par Oliver Stone. Celui-ci réécrit le scénario de telle façon que Quentin Tarantino désavoue cette version.

#### Percée comme réalisateur

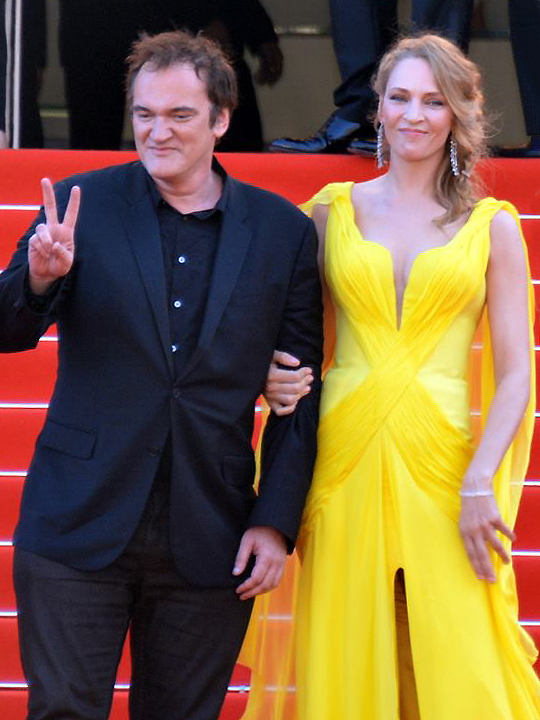
Le cinéaste avec Uma Thurman au festival de Cannes 2014, pour les 20 ans de Pulp Fiction.

Déçu de ne pas avoir pu réaliser ces deux films, Quentin Tarantino écrit en octobre 1990, en trois semaines et demie, un nouveau script intitulé Reservoir Dogs. Il envisage initialement de réaliser un film en format 16 mm avec les employés du vidéo club. Puis, par l'intermédiaire de Lawrence Bender, jeune producteur dont Quentin Tarantino est devenu l'ami, le scénario arrive dans les mains de Harvey Keitel. Ce dernier, emballé par l'histoire, accepte de jouer dans le film et d'en être le coproducteur. En juin 1991, Quentin Tarantino participe au laboratoire des cinéastes du Sundance Institute et tourne, avec Steve Buscemi, une répétition d'une scène du film. Terry Gilliam, qui opère comme conseiller pendant ce laboratoire, apprécie la scène et encourage Tarantino. D'autres acteurs, comme Tim Roth et Michael Madsen, sont recrutés et le film est tourné en août 1991. Il est projeté pour la première fois au festival du film de Sundance en janvier 1992. Ce huis clos ultra-violent entre voyous qui s'entretuent y fait sensation et est ensuite présenté hors compétition au festival de Cannes, ainsi que dans de nombreux autres festivals où il remporte plusieurs prix. La créativité de la narration du film ainsi que sa violence influencent le cinéma indépendant.
Alors qu'il voyage en Europe et au Japon pour présenter Reservoir Dogs dans des festivals, Quentin Tarantino reprend un ancien projet imaginé avec son ami Roger Avary. Il s'agit de Pulp Fiction, composé de trois histoires décalées dans le temps mais dans lesquelles se croisent les mêmes personnages. Il termine l'écriture du scénario en janvier 1993. Quentin Tarantino et Lawrence Bender utilisent l'argent versé par Jersey Films pour participer au projet en créant leur propre société de production, appelée A Band Apart. Miramax Films finance la plus grande partie du film et le tournage se déroule de septembre à novembre 1993.
L'œuvre surprend par sa narration non-linéaire, sa structure singulière de film à sketches et sa manière de mêler ultra-violence, humour, ironie et situations décalées à travers une série de vignettes dans lesquelles les gangsters et les truands sont aussi typés que dans les Pulp magazines. Pulp Fiction est un succès international qui remporte la Palme d'or au Festival de Cannes en 1994. La remise du trophée à Quentin Tarantino lui vaut les sifflets d'une partie du public, auxquels il répond par un doigt d'honneur. Ce film marque également le retour à l'écran de John Travolta ainsi que la consécration d'autres acteurs comme Samuel L. Jackson, Bruce Willis et Uma Thurman.
Pulp Fiction reçoit sept nominations aux Oscars 1995, dont celles du meilleur film, du meilleur réalisateur, du meilleur acteur (John Travolta) et des meilleurs seconds rôles féminin et masculin (Uma Thurman et Samuel L. Jackson). Finalement, Quentin Tarantino remporte, avec Avary, le trophée du meilleur scénario original. Le film devient rapidement un film culte, cité par des spécialistes comme l'un des plus influents des années 1990,. Il propulse d'emblée au niveau des plus grands son jeune metteur en scène de 31 ans. Il occasionne une querelle profonde entre Tarantino et Avary, le premier ayant demandé au second de renoncer à être cocrédité pour le scénario et d'accepter à la place un crédit pour l'histoire.
Pulp Fiction permet à Tarantino d'être reconnu dans le milieu du cinéma. La même année il produit Killing Zoe de Roger Avary, puis il joue dans Desperado de Robert Rodriguez. En 1995, il réalise un épisode de la série Urgences et écrit et réalise un des quatre segments de Groom Service, film à sketch qui est un grave échec commercial et critique. En 1996 sort Une nuit en enfer, réalisé par Robert Rodriguez et écrit par Quentin Tarantino, à l'époque où il travaillait au vidéo-club. Ce dernier a un des rôles principaux au côté de George Clooney. Le film connaît un succès commercial raisonnable et reçoit des critiques plutôt positives, et vaut à Quentin Tarantino une nomination pour le Razzie Award du pire second rôle masculin.

#### Pause créative
En 1997, Quentin Tarantino poursuit et confirme sa carrière de réalisateur dans Jackie Brown, hommage aux films de la blaxploitation, adapté du roman Punch créole d'Elmore Leonard. Avec une distribution de stars composée de Pam Grier, Samuel L. Jackson (récompensé par l'Ours d'argent du meilleur acteur à Berlin), Bridget Fonda et Robert De Niro, ce film remporte un moindre succès que les précédents.
Après Jackie Brown, Quentin Tarantino se fait plus discret sur la scène médiatique et met plus de six années avant de réaliser un nouveau long métrage. Pour certains, il a pris sa retraite ; d'autres parlent d'un blocage créatif. Interrogé, il affirme qu'il a « ressenti le besoin de sortir de la célébrité » et de passer du temps à vivre la vraie vie, « celle qui est vécue », pour se ressourcer et nourrir son art. Il participe également à la production de quelques films (dont deux suites données à Une nuit en enfer) et passe beaucoup de temps à travailler au scénario d'un film de guerre, qui deviendra des années plus tard Inglourious Basterds.

#### Retour médiatique

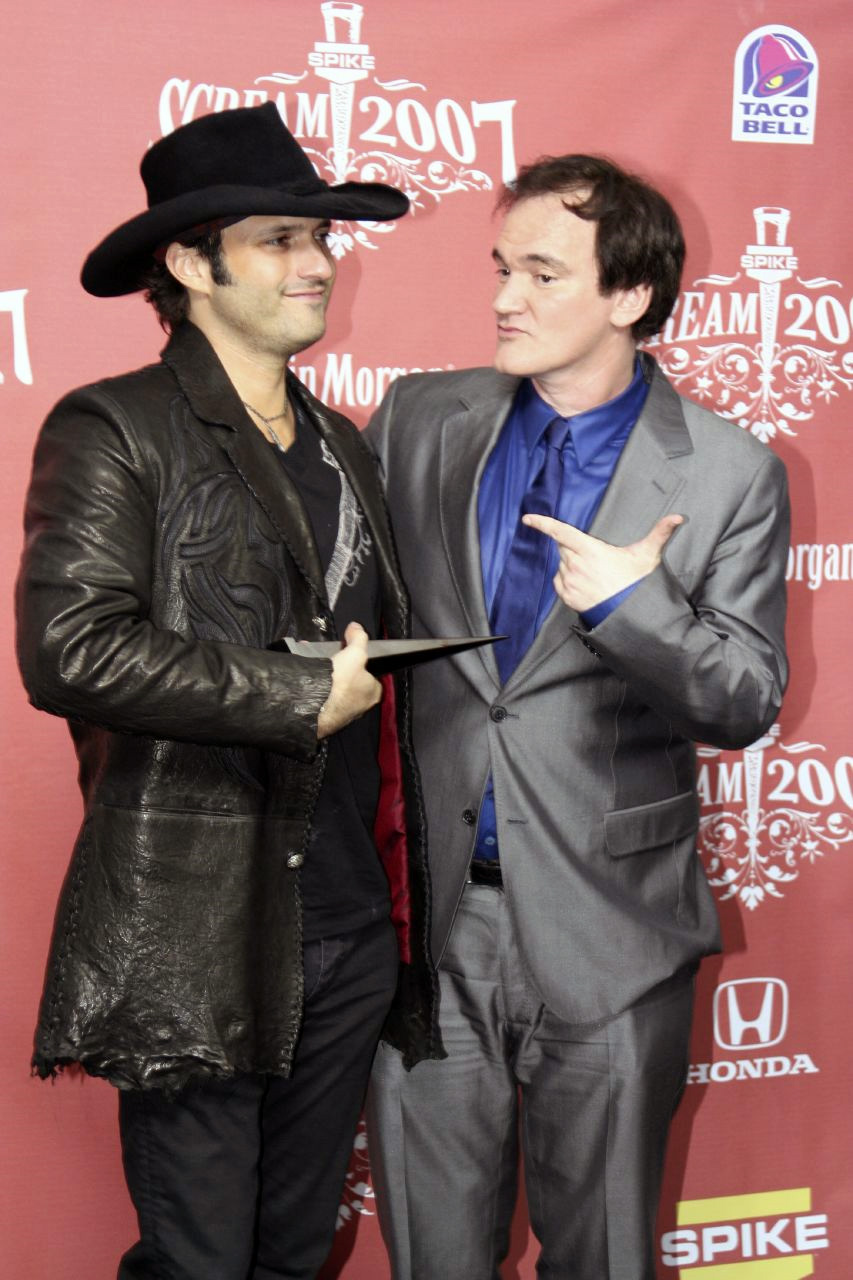
Avec le réalisateur Robert Rodriguez au Scream Awards 2007, pour leur film hommage Grindhouse.

En 2000, Quentin Tarantino revoit Uma Thurman, actrice dans Pulp Fiction. Ils reprennent un projet évoqué dans Pulp Fiction, un film de vengeance inspiré par le western spaghetti, par les films de kung-fu et par les films de sabres (chanbara) japonais, intitulé Kill Bill. Quentin Tarantino accorde la priorité à ce projet et passe presque toute l'année à écrire le scénario pour un tournage devant se dérouler initialement en 2001. La grossesse d'Uma Thurman décale le tournage d'une année, le repoussant à juin 2002. Prévu d'abord en un seul film, il sort finalement en deux parties, le premier volume en novembre 2003 et le second volume en mai 2004, en raison des difficultés rencontrées pour couper des scènes afin que le film soit ramené à une longueur raisonnable. Les deux films connaissent le succès aussi bien commercial que critique. Auparavant, Quentin Tarantino joue, en 2002, dans deux épisodes de la série Alias, avant de la retrouver dans deux autres épisodes en 2004.
Quentin Tarantino retrouve le goût de la réalisation et se retrouve impliqué dans plusieurs projets. En 2004, il réalise son rêve de jeune réalisateur en devenant le président du jury du Festival de Cannes 2004. Son palmarès est controversé dans la mesure où il aurait fortement soutenu Oldboy (finalement grand prix), pour donner la Palme d'or à Fahrenheit 9/11 de Michael Moore, un pamphlet anti-Bush. Agé de 41 ans au moment des faits, il est à ce jour, comme Luc Besson en 2000, le plus jeune président du jury de la compétition cannoise. En 2005, Quentin Tarantino réalise une scène de Sin City de Robert Rodriguez et Frank Miller, celle se déroulant dans la voiture, avec Clive Owen et Benicio del Toro, contre un cachet d'un dollar symbolique. La même année, il réalise le double épisode final de la cinquième saison de la série Les Experts, dont il imagine lui-même l'histoire. L'épisode réalise l'une des plus grosses audiences de la série en étant regardé par plus de 30 millions de téléspectateurs. Il produit également Hostel de Eli Roth.
En 2007, il revient avec un nouveau projet en compagnie de son ami Robert Rodriguez. Il s'agit de Grindhouse, hommage aux films d'exploitation des années 1970 où chacun réalise un film séparé par de fausses bandes annonces. Tandis que Robert Rodriguez réalise Planète Terreur (où Quentin Tarantino joue un petit rôle), Quentin Tarantino réalise le second film, Boulevard de la mort, présenté en compétition au festival de Cannes 2007. Réunis en un film aux États-Unis, ces deux films sortent séparément dans les pays non anglophones. Ce projet est un échec commercial, même si Boulevard de la mort reçoit des critiques plutôt positives.

#### Le succès d'Inglourious Basterds
En 2008, Quentin Tarantino est choisi pour donner la leçon de cinéma au 61e festival de Cannes. À cette occasion, il annonce que son prochain film sera Inglourious Basterds ayant pour cadre la Seconde Guerre mondiale. Il commence le scénario de ce film avant même de réaliser Jackie Brown et envisageait depuis longtemps de le réaliser, avant de le mettre de côté au bénéfice de Kill Bill, puis de Boulevard de la mort.
Le tournage commence en octobre 2008 en Allemagne et s'achève en décembre en France. Le film, qui prend une totale liberté avec la réalité historique et rend hommage au cinéma en général et au western spaghetti, aux films de guerre des années 1960 et au cinéma allemand des années 1920 et 1930 en particulier, est présenté en compétition au festival de Cannes 2009. Brad Pitt, Mélanie Laurent, Diane Kruger et Christoph Waltz comptent parmi les têtes d'affiche. Le film est un grand succès commercial et bénéficie de critiques généralement positives. Inglourious Basterds est nommé à huit reprises aux Oscars 2010 (notamment dans les catégories du « Meilleur film » et du « Meilleur réalisateur »). Il vaut par ailleurs le Prix d'interprétation masculine à Cannes puis le Golden Globe et l'Oscar du meilleur acteur dans un second rôle à l'Autrichien Christoph Waltz, inconnu en terre non-germanophone avant sa prestation de Hans Landa, chasseur de juifs cultivé, polyglotte et sadique.
En 2010, Quentin Tarantino préside la 67e édition de la Mostra de Venise. Son jury attribue le Lion d'or à Somewhere de Sofia Coppola, amie proche et ex-compagne du cinéaste. Ce dernier a, par ailleurs, vanté, le soir de la clôture, les qualités artistiques de son film. La presse italienne accuse à cette occasion le réalisateur de favoritisme puisque deux autres amis proches de Quentin Tarantino, Álex de la Iglesia et Monte Hellman, sont récompensés à l'issue du festival.

#### Deux westerns:Django UnchainedetLes Huit Salopards
En 2011, Quentin Tarantino annonce son nouveau film, Django Unchained, un hommage aux westerns spaghettis, notamment à Django de Sergio Corbucci, se situant dans le sud profond des États-Unis au temps de l'esclavage sur lequel il fait un important travail de recherche. Il y retrouve l'acteur autrichien Christoph Waltz ainsi que Samuel L. Jackson. Jamie Foxx tient le rôle principal de Django, un esclave affranchi, alors que Leonardo DiCaprio joue celui de l'antagoniste. Un temps annoncé, Kevin Costner renonce finalement au projet, remplacé par Kurt Russell, qui le quitte à son tour. Franco Néro, l'acteur principal du "Django" originel de 1966 joue un petit rôle (celui d'un planteur esclavagiste).
Le film sort aux États-Unis le 25 décembre 2012 et le 16 janvier 2013 en Belgique et en France. Le 24 février 2013, l'œuvre, qui est un succès critique et public en Europe et en Amérique, gagne deux Oscars du cinéma : Meilleur scénario original pour Quentin Tarantino et Meilleur second rôle masculin pour Christoph Waltz. Le metteur en scène et le comédien comptabilisent alors chacun leur second trophée dans ces catégories respectives, après avoir remporté les deux mêmes BAFTA et Golden Globes. Django Unchained détient, en Chine, le record de la plus brève sortie en salles, le film étant finalement retiré par la censure au bout d'une minute de projection malgré les coupures déjà subies.
Reginald Hudlin adapte ensuite en comics la première version du scénario de Quentin Tarantino. Il a été édité aux États-Unis par Vertigo, en sept petits volumes,,,,,,. Quentin Tarantino annonce ensuite son envie d'écrire un crossover entre Django et Zorro, avec la collaboration de Matt Wagner.

« C'est en lisant les histoires de Zorro que j'ai eu la conviction que c'était une bonne idée de réunir ces deux icônes. Et l'idée d'histoire qui m'est venue est vraiment palpitante, et je pense que ce sera un nouveau chapitre excitant pour ces deux personnages. »

— Quentin Tarantino
Le premier tome Django / Zorro #1 sort chez Dynamite Entertainment en novembre 2014 aux États-Unis.
En janvier 2013, Quentin Tarantino déclare vouloir travailler avec Lady Gaga qu'il qualifie au passage de « femme fascinante ». En novembre, il annonce que son prochain film sera à nouveau un western. Sans rapport avec Django Unchained, il a pour titre Les Huit Salopards (The Hateful Eight), clin d'œil au western Les Sept Mercenaires (The Magnificent Seven). Le début du tournage est prévu pour l'été 2014 pour une sortie l'année suivante.
En janvier 2014, à peine achevé, le scénario fuite. Quentin Tarantino, très déprimé par ce qu'il considère être une trahison, annonce qu'il renonce à réaliser le film pour passer à un autre projet. Quelques jours plus tard, le réalisateur porte plainte et réclame un million de dollars de dommages et intérêts au site Gawker Media qui a contribué à faire circuler le scénario sur Internet, tous les liens diffusés ayant été supprimés depuis lors. La justice américaine rejette la demande au mois d'avril, estimant que les preuves de violation de copyright sont insuffisantes.

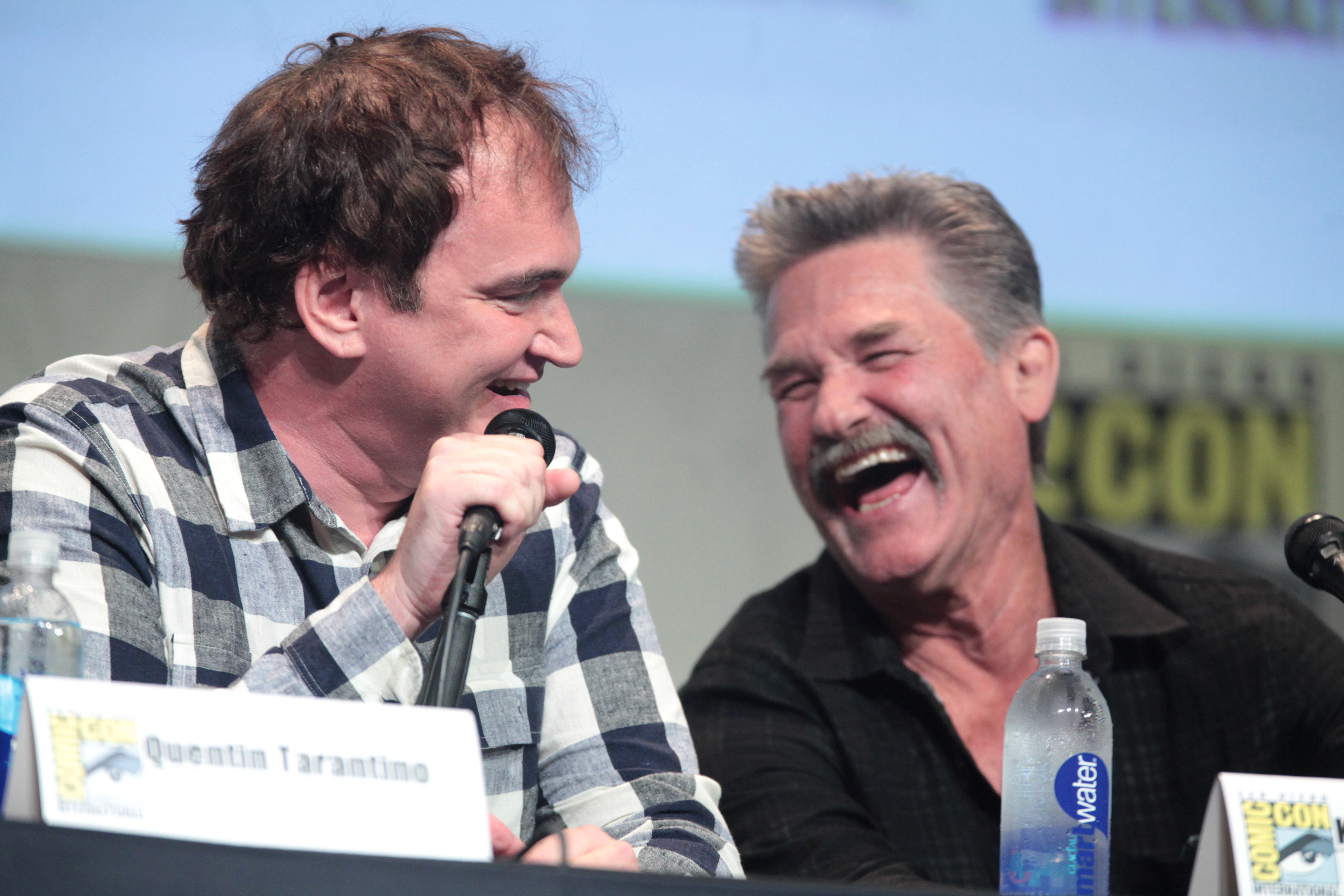
Avec Kurt Russell au San Diego Comic-Con 2015, pour Les Huit Salopards.

Le projet n'est pas abandonné. Une lecture publique du scénario est organisée le 19 avril 2014 à Los Angeles par les acteurs annoncés pour le western, en présence d'Harvey Weinstein, le fidèle producteur de Quentin Tarantino. De plus, ce dernier déclare qu'il a réécrit le script en plusieurs versions, avec des fins différentes. En octobre, Jennifer Jason Leigh rejoint la distribution pour interpréter le principal rôle féminin. Le 7 novembre, il est annoncé que Bruce Dern, Walton Goggins, Samuel L. Jackson, Michael Madsen, Tim Roth, Kurt Russell, Channing Tatum et Demián Bichir complètent la distribution principale et que le tournage débutera à Telluride, dans le Colorado, pour une probable sortie en décembre 2015. Le tournage du film commence le 8 décembre.
Le film est tourné avec un format de pellicule 70 mm, une première pour un film distribué mondialement depuis Horizons lointains (1992). Le tournage achevé, Quentin Tarantino révèle qu'il a fait appel à Ennio Morricone pour composer la musique originale du film. La campagne promotionnelle de celui-ci est perturbée par un appel au boycott provenant de plusieurs départements de police de grandes villes américaines à la suite d'une déclaration de Quentin Tarantino condamnant violemment les brutalités policières lors d'un rassemblement du mouvement Black Lives Matter. Le 21 décembre 2015, un peu avant la sortie internationale du film, Quentin Tarantino reçoit son étoile sur le Hollywood Walk of Fame.

#### Once Upon a Time… in Hollywood
Son neuvième film, dévoilé à l'été 2017 pour être tourné en 2018 et sortir à l'été 2019, soit un demi-siècle après les faits, évoque la tragédie de la nuit du 8 au 9 août 1969 à Los Angeles.
Il s'agit d'une uchronie tournant autour de la carrière déclinante d'un acteur fictif, Rick Dalton (interprété par Leonardo DiCaprio), flanqué de son ami Cliff Booth — sa doublure de toujours pour les cascades — (rôle tenu par Brad Pitt), et du meurtre bien réel de Sharon Tate (jouée par Margot Robbie) perpétré en août 1969 par la « famille » Charles Manson, un drame auquel Quentin Tarantino donne une issue différente.

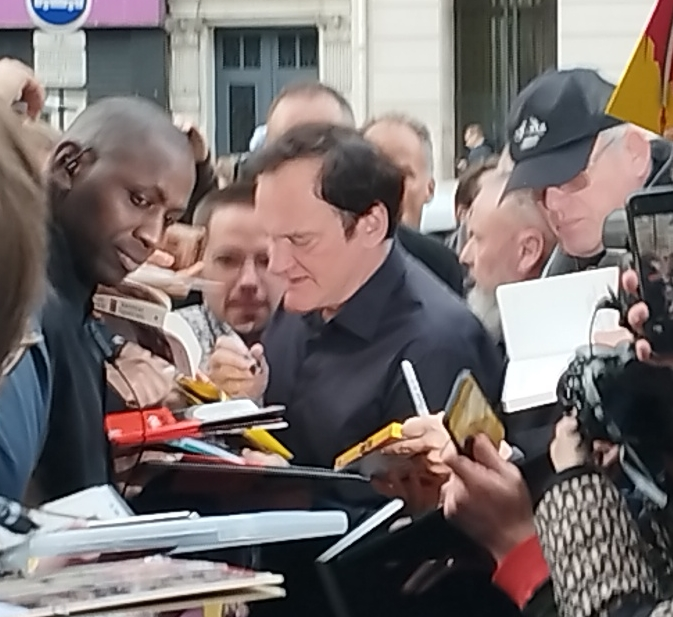
Quentin Tarantino lors d'une séance de signature improvisée avant sa masterclass au Grand Rex à Paris, le 29 mars 2023.

Le film est présenté en compétition officielle lors du festival de Cannes 2019. Salué par la critique, le film remporte trois Golden Globes dont celui du meilleur film musical ou comédie en 2020. Par la suite, il est nommé sept fois aux British Academy Film Awards 2020 et dix fois aux Oscars. Brad Pitt est couronné par celui du meilleur acteur dans un second rôle. Avec plus de 389 millions de dollars de recettes au niveau mondial, il s'agit du deuxième plus grand succès de Quentin Tarantino, derrière Django Unchained (2012).
Quentin Tarantino écrit ensuite la suite du film, The Adventures of Cliff Booth, qui est réalisée par David Fincher.

#### Littérature
En 2021, il publie son premier roman. Il s'agit d'une novélisation du film, publiée en France sous le titre Il était une fois à Hollywood. Plus qu'une simple transcription du scénario, Quentin Tarantino décrit cet ouvrage comme « une refonte complète de toute l'histoire » avec notamment deux chapitres racontant l'histoire de Cliff Booth, le personnage campé par Brad Pitt. Il envisage par ailleurs un autre roman sur les films de Rick Dalton, le personnage incarné par Leonardo DiCaprio, intitulé The Films of Rick Dalton.
Le 29 mars 2023, il donne une masterclass à la salle parisienne du Grand Rex, durant laquelle il promeut son ouvrage Cinéma spéculations.

### Vie privée
Dans les années 1990, Quentin Tarantino est en couple avec l'actrice Mira Sorvino. En 2004, il a une courte liaison avec la réalisatrice Sofia Coppola. En 2015, il entretient une relation avec la costumière Courtney Hoffman, qui a conçu les costumes du film Les Huit Salopards et ceux portés par Christoph Waltz dans Django Unchained.
Depuis juin 2017, il fréquente la chanteuse israélienne Daniella Pick, fille du musicien Svika Pick. Ils s'étaient rencontrés lors de la promotion d'Inglourious Basterds en Israël en 2009 et se sont mariés le 28 novembre 2018. Elle tient un petit rôle dans Once Upon a Time… in Hollywood. Le 22 août 2019, Quentin Tarantino annonce, sur les réseaux sociaux, que Daniella Pick est enceinte de leur premier enfant. Il déclare aussi vouloir s'installer durablement à Tel Aviv-Jaffa, ainsi qu'apprendre l'hébreu, pour parler la langue du pays où il dit trouver sa vie « merveilleuse », ainsi que pour parler la langue de son enfant, que le couple attend pour bientôt. En effet, le 22 février 2020, le couple annonce la naissance de son enfant, un garçon nommé Leo, né en Israël. En juillet 2022, sa femme met au monde leur deuxième enfant, une fille.
En avril 2025, le Time of Israel affirme que le cinéaste et sa femme ont acheté une maison sur un terrain de 2 200 mètres carrés « dans un quartier en pleine gentrification » de Tel Aviv-Jaffa pour la somme de 50 millions de shekels (soit l'équivalent de 13 millions d'euros).

## Le style Tarantino

### Thèmes et motifs récurrents
Quentin Tarantino signe le scénario de tous ses longs métrages et porte une attention particulière aux dialogues. Ceux-ci sont abondants et ses personnages délivrent souvent de longs monologues qui forment les moments les plus marquants de ses films, « le morceau de bravoure verbal [supplantant] la scène d'action ». Le cinéaste utilise régulièrement une structure narrative non linéaire. Il malmène en effet la chronologie dans ses scripts, construits plus à la façon d'un romancier que d'un scénariste. Il préfère d'ailleurs le terme de « chapitre » à celui de « flashback » pour nommer les nombreux allers-retours dans le temps. Le mélange des temporalités lui permet de donner des informations clés aux spectateurs au moment où il le souhaite, sans avoir recours à une progression dramatique verticale,. Il ménage toujours un certain suspense. Il s'amuse à mettre sur le même plan des actions spectaculaires, particulièrement sanguinolentes, et des discussions soignées, longues, banales et crues, marquées par l'utilisation de l'argot. Les conversations familières se caractérisent par l'apparition progressive d'une menace que conclut une effusion de violence.
Son style est à la fois admiré et décrié par la presse : certains médias lui reprochent une fascination malsaine pour la violence, une décontextualisation idéologique de sujets politiques ou historiques problématiques (la Shoah, l'esclavage américain etc.), un goût amoral du « cool » et une recherche du plaisir immédiat pour le spectateur,. Il lui est également reproché un goût de la virtuosité tapageuse, un art de la citation proche du pillage, un mélange vertigineux de genres et de sous-genres qui resterait à la surface des choses ou encore une vision réductrice de l'Histoire, vue uniquement par le prisme de l'histoire du cinéma,,.
Il a créé un univers d'une violence extrême qu'il stylise et magnifie pour composer une esthétique sophistiquée. La violence des films de Tarantino lui a souvent été reprochée par les critiques de cinéma mais cette violence, parfois dérangeante, est la plupart du temps désamorcée par l'humour ou le côté artificiel de l'action qui confine parfois à la parodie,. Ses films renvoient tous à une mythologie du cinéma, revisitant les archétypes de la blaxploitation, du western, du film noir ou de gangsters, du slasher, du film de kung-fu et de sabre ou encore du film de guerre pour jouer sur les codes de la représentation cinématographique. Ce procédé postmoderne, qui rompt avec tout effet de vraisemblance, renvoie l'exercice de réalisation à sa nature de spectacle et d'illusion. Ainsi, Quentin Tarantino revendique la puissance libératrice du cinéma dont il se sert pour recréer le monde et l'histoire (élimination d'Hitler dans Inglourious Basterds, des esclavagistes dans Django Unchained ou encore de la famille Manson dans Once Upon a Time… in Hollywood). Par ce biais, il rend aussi plusieurs hommages à ceux qui ont motivé son désir d'être cinéaste, que ce soient des metteurs en scène ambitieux ou des objets pop (polars, bandes dessinées, cartoons, funk…).
Il cultive un goût prononcé pour la culture populaire ainsi que pour l'humour noir, le décalage, l'absurde et le parodique. Il émaille ainsi ses dialogues de nombreuses références à la pop culture, souvent dans le but d'amuser le spectateur ou de le mettre au défi de comprendre ses allusions mais surtout car c'est un « langage universel » qui relie ses personnages. Il pratique par ailleurs l'auto-citation, créant un univers qu'on retrouve dans plusieurs de ses films à travers par exemple des marques fictives comme le Big Kahuna Burger ou les cigarettes Red Apples ou encore le personnage d'Earl McGraw. Certains de ses personnages venant de films différents portent le même patronyme et il a officiellement établi des liens de parenté entre Vic et Vincent Vega, de Reservoir Dogs et Pulp Fiction, et entre Lee et Donny Donowitz, de True Romance et Inglourious Basterds.
Il porte une attention particulière au choix des musiques qui soutiennent l'action ; les bandes-sons de Pulp Fiction et de Kill Bill ont ainsi remporté un grand succès en dehors du film. Son style se caractérise aussi par l'utilisation récurrente dans ses films de l'impasse mexicaine, c'est-à-dire une confrontation où personne ne peut gagner, comme dans la scène finale de Reservoir Dogs et la scène dans le bar dans Inglourious Basterds.
Il s'amuse par ailleurs beaucoup avec les identités graphiques du cinéma, alternant par exemple le noir et blanc et la couleur ou faisant appel à l'écran divisé, comme dans le premier volume de Kill Bill. Aussi, fait-il souvent référence aux défauts de production des films à petit budget, comme ceux des films d'exploitation, par l'utilisation de faux raccords, de rayures sur pellicule ou de parasites sur image comme dans Boulevard de la mort.
Il accorde une place importante aux femmes dans ses films, son univers devenant de plus en plus féminisé jusqu'à atteindre un point culminant dans Kill Bill et Boulevard de la mort. Les personnages de femmes fortes qui parsèment ses films, comme Jackie Brown dans le film homonyme ou la mariée dans Kill Bill, prennent la plupart du temps leur inspiration chez sa mère Connie qui l'a élevée seule. Il est aussi l'un des plus célèbres représentants du fétichisme des pieds féminins, avec des allusions dans plusieurs de ses films (par exemple les gros plans sur les pieds nus d'Uma Thurman dans Kill Bill et Pulp Fiction ou sur ceux de Bridget Fonda dans Jackie Brown, le massage des pieds raconté par Samuel L. Jackson dans Pulp Fiction, la scène du drugstore dans Boulevard de la mort, Christoph Waltz enlevant la chaussure de Diane Kruger dans Inglourious Basterds et le sommet de ce fétichisme dans Une nuit en enfer où Quentin Tarantino boit du whisky sur les pieds de Salma Hayek).
Jacky Goldberg souligne la notion de mascarade dans chacune des œuvres de Tarantino. En effet, dans chacun de ses films on trouve un personnage qui ment sur son identité et qui se trahit lui-même. Par exemple, le personnage de Michael Fassbender dans Inglourious Basterds, se trahit par sa façon de compter, Django, est trahi auprès de ses ennemis par un regard vers sa femme, ou bien encore Reservoir Dogs, dont le film entier est basé sur ce concept. Quentin Tarantino affirme lui-même avoir trafiqué ses propres CV quand il était apprenti comédien, inventant des rôles dans des films qui n'existaient pas. « J'ai souvent plaisanté sur le fait que mes personnages étaient tous d'excellents comédiens. Je crois que c'est simplement un trait de ma personnalité ».

### Influences
Quentin Tarantino fait de nombreuses références plus ou moins visibles au cinéma d'action de différents pays (en particulier, les films asiatiques comme les films de kung-fu (Kung Fu Hustle de Stephen Chow) et les films d'arts martiaux chinois ou encore les films de sabre japonais). Difficile de ne pas noter, de son aveu propre, l'influence des films d'Akira Kurosawa (Les Sept Samouraïs, Rashōmon par exemple, qui ont beaucoup inspiré l'écriture de Kill Bill et Reservoir Dogs) dans l'œuvre de Quentin Tarantino. Il fait des analogies avec le cinéma de genre, avec la série B, ou avec des œuvres érotiques, notamment celles de Russ Meyer. Il lui est parfois reproché un art de la citation proche du pillage et il a même été qualifié de « kleptomane du cinéma ».
Quentin Tarantino possède une immense culture cinématographique et a acquis un formidable enthousiasme pour le cinéma depuis son enfance. C'est un fervent admirateur, entre autres, de Sergio Leone, qu'il cite comme son réalisateur préféré, Akira Kurosawa, Howard Hawks, Brian De Palma, Martin Scorsese, John Woo, Jean-Luc Godard, Jean-Pierre Melville, Robert Aldrich, Samuel Fuller et Sergio Corbucci, et ce depuis qu'il fut employé de vidéo-club au Video Archives.
Il a déclaré que ses douze films préférés étaient :
- Le Bon, la Brute et le Truand (The Good, the Bad and the Ugly) de Sergio Leone (qui influença l'écriture de Django Unchained, hommage entre autres à Sergio Leone, le titre anglais The Angel, the Bad and the Wise ayant d'ailleurs été envisagé et influença aussi l’écriture des Huit Salopards notamment les plans dans le désert de neige d’un homme braqué et devant marcher pendant de longues heures dans le froid sans vêtement) dans le film de Leone, on peut voir se dérouler les mêmes plans dans le désert aride.
- Rio Bravo de Howard Hawks
- Taxi Driver de Martin Scorsese
- La Dame du vendredi (His Girl Friday) de Howard Hawks
- Légitime Violence (Rolling Thunder) de John Flynn
- Et tout le monde riait (They All Laughed) de Peter Bogdanovich
- La Grande Évasion (The Great Escape) de John Sturges
- Carrie au bal du diable (Carrie) de Brian De Palma
- Coffy, la panthère noire de Harlem (Coffy) de Jack Hill (qui influença l'écriture et la réalisation de Jackie Brown)
- Génération rebelle (Dazed and Confused) de Richard Linklater
- La Main de fer (Five Fingers of Death ou King Boxer) de Chang-hwa Jeong
- Hi Diddle Diddle d'Andrew L. Stone

Parmi les vingt films qu'il préfère depuis qu'il a commencé sa carrière de réalisateur, il cite dans l'ordre de préférence :
- Battle Royale de Kinji Fukasaku
- Anything Else : La Vie et tout le reste (Anything Else) de Woody Allen
- Audition de Takashi Miike
- The Blade (Dao) de Tsui Hark
- Boogie Nights de Paul Thomas Anderson
- Génération rebelle (Dazed and Confused) de Richard Linklater
- Dogville de Lars von Trier
- Fight Club de David Fincher
- Friday de F. Gary Gray
- The Host de Bong Joon-ho
- Matrix des Wachowski
- Révélations (The Insider) de Michael Mann
- Joint Security Area (Gongdong gyeongbi guyeok JSA) de Park Chan-wook
- Lost in Translation de Sofia Coppola
- Memories of Murder (Salinui chueok) de Bong Joon-ho
- Police Story 3: Supercop de Stanley Tong
- Shaun of the Dead d'Edgar Wright
- Speed de Jan de Bont
- Team America, police du monde (Team America: World Police) de Trey Parker et Matt Stone
- Incassable (Unbreakable) de M. Night Shyamalan

Quentin Tarantino voue une affection particulière pour certains films d'exploitation très peu connus. En août 1996, il a créé son propre festival à Austin : le Quentin Tarantino Film Festival, qui présente sa propre collection de films, pour la plupart d'exploitation,. Il a également dirigé la collection de DVD Rolling Thunder, qui disparut après avoir édité huit titres (dont Detroit 9000 et L'Au-delà).

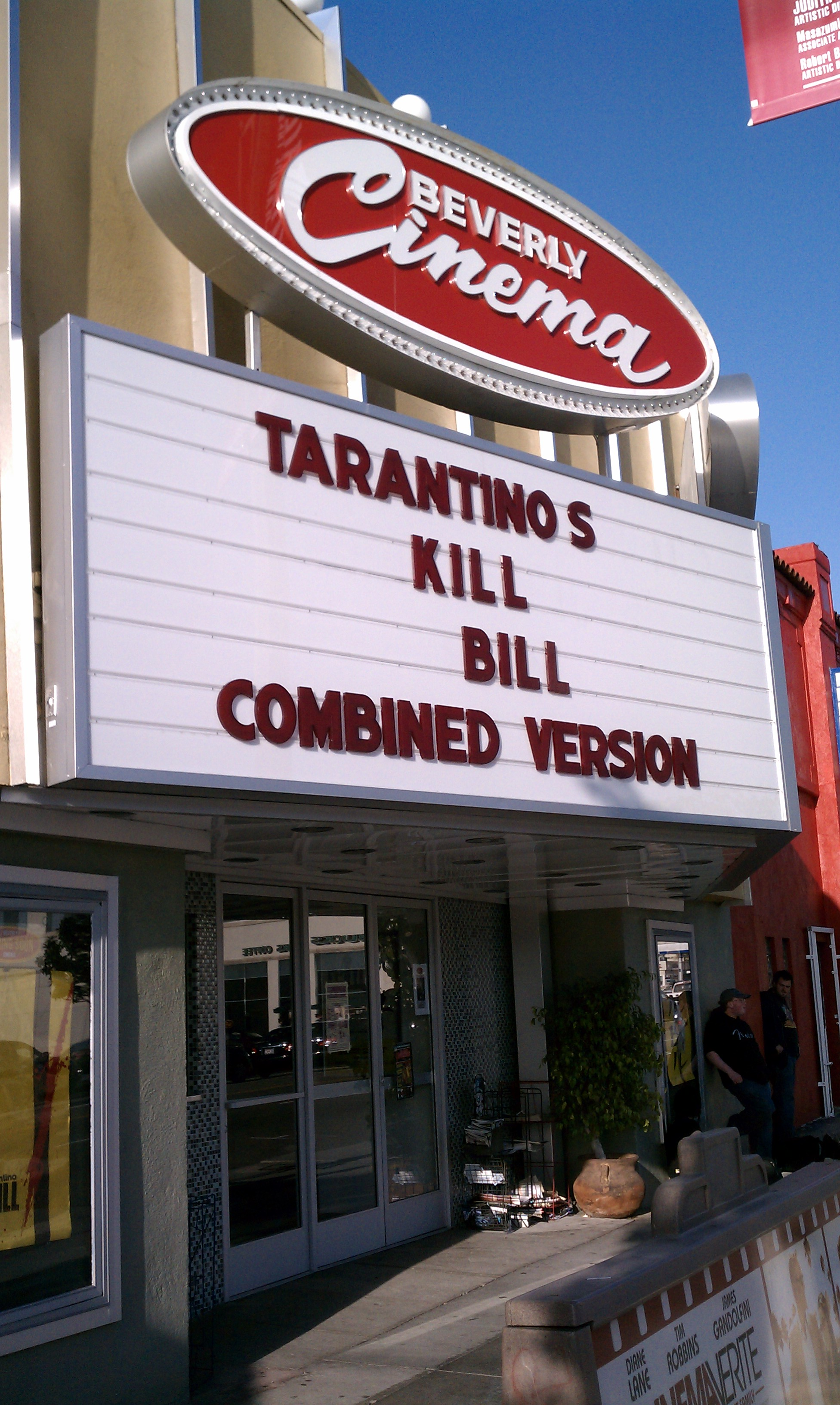
Quentin Tarantino a racheté le New Beverly Cinema en 2007. Il diffuse ici une version combinée de Kill Bill.

Il possède également son propre cinéma à Los Angeles, le New Beverly Cinema, qu'il a racheté en 2007. Le cinéaste y effectue lui-même la programmation et propose des double feature (deux films pour le prix d'un) pour huit dollars.

### Influence sur le cinéma
Les deux premiers films de Quentin Tarantino, Reservoir Dogs et Pulp Fiction, ont eu une influence particulièrement importante sur le cinéma de leur époque. Leur style, à la fois « imitateur et innovateur », a créé un phénomène nouveau dont se sont très vite inspirés un nombre important de films. De même, leur narration non linéaire a également inspiré des films de tous genres qui ont adopté ce désordre dans la narration.
En 2005, Time Magazine le place parmi les cent personnalités les plus influentes du monde. En octobre 2007, selon le Daily Telegraph et le vote des Britanniques, Quentin Tarantino arrive à la 100e place des « 100 génies vivants » de notre temps. L'historien du cinéma Peter Bogdanovich l'a qualifié en 2012 de « réalisateur le plus influent de sa génération ».

## Collaborateurs et partenaires

### Avec Robert Rodriguez
Quentin Tarantino et Robert Rodriguez se sont rencontrés en 1992 au Festival international du film de Toronto alors qu'ils présentaient leur premier film respectif, Reservoir Dogs et El Mariachi. Leurs cultures cinématographiques et leurs sensibilités proches les amènent rapidement à nouer une relation amicale et professionnelle.
La première collaboration s'effectue en 1995 sur le deuxième film de Rodriguez, Desperado, où Tarantino apparaît le temps d'une scène (dans laquelle son long monologue a été écrit par ses soins). La même année, chacun réalise un des quatre segments (ou court métrage) du film à sketches Groom Service, tandis que les deux autres sont mis en scène par Allison Anders et Alexandre Rockwell.
En 1996, Une nuit en enfer, leur film noir et fantastique, sort en salle. À l'origine, c'est Tarantino qui propose à son acolyte de réaliser ce film qu'il a écrit des années auparavant et qu'ils vont coproduire ensemble. Face à George Clooney et Juliette Lewis, chacun convoque des comédiens familiers à son univers comme Salma Hayek ou Danny Trejo pour Robert Rodriguez et Harvey Keitel pour Quentin Tarantino, qui lui-même y tient le rôle le plus important de sa carrière d'acteur. Suivront deux suites sorties directement en vidéo en 1999 et 2000, toujours coproduites par les deux amis mais écrites et réalisées par d'autres, et une série télévisée adaptée en 2014.
En 2004, Robert Rodriguez a composé la musique originale du film Kill Bill : Volume 2 pour un dollar symbolique. En échange, l'année suivante il a demandé à Quentin Tarantino de venir réaliser une séquence de son film Sin City adapté du comic book de Frank Miller (cette scène se déroule dans une voiture avec les acteurs Benicio del Toro et Clive Owen). Selon Rodriguez, c'était aussi un moyen de prouver l'intérêt pratique d'un tournage de film en numérique à son ami qui n'accepte de tourner qu'en pellicule. Sur l'affiche du film, Quentin Tarantino est cité comme Special Guest Director (réalisateur invité spécial).
En 2007, ils coproduisent et coréalisent un projet en hommage aux films d'exploitation et aux séances double programme de leur jeunesse. Intitulé Grindhouse (en référence aux salles de cinéma de type grindhouse), ce double programme présente d'abord un film de zombies : Planète Terreur de Robert Rodriguez, suivi d'un slasher : Boulevard de la mort de Quentin Tarantino. Plusieurs acteurs apparaissent dans les deux films (comme Michael Parks et Marley Shelton qui tiennent les mêmes rôles ou encore Rose McGowan et Tarantino lui-même) et entre chaque métrage sont diffusées de fausses bandes-annonces de films d'horreur réalisées par des habitués du genre (Rob Zombie, Eli Roth ou Edgar Wright). À la suite du semi-échec de Grindhouse dans les salles américaines, les deux films Planète Terreur et Boulevard de la mort ont été distribués séparément et dans des versions longues à l'international.
Depuis, Robert Rodriguez a adapté sa fausse bande annonce diffusée au début de Grindhouse, Machete, en véritable film, et de son côté, Quentin Tarantino a produit un film de genre grindhouse, Hell Ride, réalisé par Larry Bishop qu'il avait déjà engagé comme acteur dans Kill Bill : Volume 2.

### Derrière la caméra
Au fur et à mesure de sa carrière, Quentin Tarantino s'est entouré d'une équipe de collaborateurs qu'il retrouve à chaque nouveau film. Ainsi, le producteur Lawrence Bender a produit tous ses films (sauf Boulevard de la mort) et y a fait des petites apparitions, Sally Menke, morte en 2010, a monté tous ses films de Reservoir Dogs à Inglourious Basterds, Harvey et Bob Weinstein ont distribué et produit tous ses films, et David Wasco a été le chef décorateur de presque tous ses films. Le directeur de la photographie Robert Richardson travaille également souvent avec lui depuis Kill Bill.

### Devant la caméra
Pour les acteurs, Quentin Tarantino a également ses « habitués » :
- Samuel L. Jackson a joué dans Pulp Fiction, Jackie Brown, Django Unchained et Les Huit Salopards, apparaît brièvement dans Kill Bill : Volume 2 et est le narrateur de la version originale de Inglourious Basterds. Il apparaît aussi dans True Romance (écrit par Tarantino) et avait même auditionné, alors sans succès, pour le rôle de M. Orange dans Reservoir Dogs.
- Michael Madsen a joué dans Reservoir Dogs, les deux Kill Bill, Les Huit Salopards, Once Upon a Time… in Hollywood et En route pour l'enfer (Hell Ride produit par Tarantino).
- Tim Roth a joué dans Reservoir Dogs, Pulp Fiction, Groom Service, Les Huit Salopards et a été coupé au montage de Once Upon a Time in Hollywood.
- Brad Pitt a joué dans True Romance (écrit par Tarantino), Inglourious Basterds, Once Upon a Time… in Hollywood et The Adventures of Cliff Booth (écrit et produit par Tarantino).
- Harvey Keitel a joué dans Reservoir Dogs, Pulp Fiction, Une nuit en enfer (écrit, produit et avec Tarantino) et prête sa voix à un officier au téléphone dans la version originale de Inglourious Basterds.
- Uma Thurman a joué dans Pulp Fiction et dans les deux volets de Kill Bill.
- Bruce Willis a joué dans Pulp Fiction, Groom Service et Planète Terreur (produit et avec Tarantino). Il a également joué dans Sin City, film pour lequel Tarantino a contribué.
- Kurt Russell a joué dans Boulevard de la mort, Les Huit Salopards et Once Upon a Time… in Hollywood.
- Bruce Dern a joué dans Django Unchained, Les Huit Salopards et Once Upon a Time… in Hollywood.
- Christoph Waltz a joué dans Inglourious Basterds et Django Unchained.
- Leonardo DiCaprio a joué dans Django Unchained et Once Upon a Time… in Hollywood
- Michael Parks incarne le même Texas Ranger, Earl McGraw, dans Une nuit en enfer, Kill Bill : Volume 1, Boulevard de la mort et Planète Terreur (avec et produit par Tarantino). Il incarne aussi un autre personnage dans Kill Bill : Volume 2 et apparaît brièvement dans Django Unchained. Le fils de Michael Parks, James Parks, tient des rôles secondaires dans Kill Bill : Volume 1, Boulevard de la mort, Django Unchained et Les Huit Salopards.
- Michael Bacall a joué dans Boulevard de la mort, Inglourious Basterds, Django Unchained et dans un épisode des Experts réalisé par Quentin Tarantino.
- La cascadeuse néozélandaise Zoë Bell, en plus d'avoir réalisés des cascades pour Kill Bill, Boulevard de la mort et Inglourious Basterds, tient des petits rôles dans Boulevard de la mort, Django Unchained, Les Huit Salopards et Once Upon a Time… in Hollywood.
- Le réalisateur Eli Roth (pour lequel Tarantino a produit certains films) a joué dans Boulevard de la mort et Inglourious Basterds.
- Walton Goggins et Lee Horsley ont joué dans Django Unchained et Les Huit Salopards.
- James Remar a joué deux rôles différents dans Django Unchained et un rôle dans Once Upon a Time… in Hollywood
- Omar Doom a joué dans Boulevard de la mort, Inglourious Basterds et Once Upon a Time… in Hollywood
- Sid Haig a joué dans Jackie Brown et Kill Bill : Volume 2
- Julie Dreyfus a joué dans Kill Bill : Volume 1 et Inglourious Basterds

## Box-office
| Film                                  | Budget        | États-Unis    | France            | Monde         |
| ------------------------------------- | ------------- | ------------- | ----------------- | ------------- |
| Reservoir Dogs (1992)                 | 1 200 000 $   | 2 832 029 $   | 310 398 entrées   | 22 032 029 $  |
| Pulp Fiction (1994)                   | 8 000 000 $   | 107 928 762 $ | 2 864 640 entrées | 213 928 762 $ |
| Jackie Brown (1997)                   | 12 000 000 $  | 39 673 162 $  | 1 335 402 entrées | 84 473 162 $  |
| Kill Bill : Volume 1 (2003)           | 30 000 000 $  | 70 099 045 $  | 1 951 500 entrées | 180 949 045 $ |
| Kill Bill : Volume 2 (2004)           | 30 000 000 $  | 66 208 183 $  | 1 465 940 entrées | 152 159 198 $ |
| Boulevard de la mort (2007)           | 53 000 000 $, | 25 037 897 $  | 627 459 entrées   | 55 252 115 $  |
| Inglourious Basterds (2009)           | 75 000 000 $  | 120 540 719 $ | 2 847 740 entrées | 321 455 689 $ |
| Django Unchained (2012)               | 100 000 000 $ | 162 805 434 $ | 4 303 569 entrées | 425 368 238 $ |
| Les Huit Salopards (2015)             | 44 000 000 $  | 54 117 416 $  | 1 779 159 entrées | 155 760 117 $ |
| Once Upon a Time… in Hollywood (2019) | 90 000 000 $  | 142 502 728 $ | 2 633 185 entrées | 394 774 144 $ |

- Légendes : Budget (entre 1 et 10 M$, entre 10 et 100 M$ et plus de 100 M$), États-Unis (entre 1 et 50 M$, entre 50 et 100 M$ et plus de 100 M$), France (entre 100 000 et 1 M d'entrées, entre 1 et 2 M d'entrées et plus de 2 M d'entrées) et monde (entre 1 et 100 M$, entre 100 et 200 M$ et plus de 200 M$).

## Projets
Tarantino a annoncé à plusieurs reprises qu'il ne ferait que dix films dans sa carrière, Kill Bill comptant pour un seul film, Once Upon a Time… in Hollywood étant le neuvième,. Sa retraite serait une carrière en littérature et en cinéphilie.
Tarantino est un réalisateur qui communique peu sur ses projets et il est assez difficile de démêler les vraies informations des rumeurs lancées par les nombreux fans et des projets avortés. Son travail constant de plusieurs pistes simultanées rend difficile de discerner les projets auxquels il travaille. L'abondante culture cinématographique de Tarantino nourrit ses projets, toujours originaux, à l'exception de Jackie Brown, adapté du roman Punch créole d'Elmore Leonard.

### Projets évoqués

#### Faster, Pussycat! Kill! Kill!
Quentin Tarantino a annoncé qu'il n'était pas contre le fait de réaliser un remake du Faster, Pussycat! Kill! Kill! de Russ Meyer, sorti en 1965, et le nom de Britney Spears a été évoqué pour le rôle d'une stripteaseuse lesbienne virtuose du revolver.

#### Dracula
Quentin Tarantino pourrait réaliser une nouvelle adaptation du roman Dracula dans les années à venir, comme le laissent entendre des rumeurs concernant un voyage qu'il a fait en Autriche pour des repérages.

#### Killer Crow
Tarantino a aussi pour projet une « trilogie de la vengeance », se déroulant durant certains points clé de l'histoire (en particulier des États-Unis). Déjà entamée avec Inglourious Basterds et Django Unchained, elle se poursuivrait avec un troisième film s'intitulé Killer Crow, un spin-off à Inglourious Basterds racontant la persécution des soldats noirs durant la Seconde Guerre mondiale. Ceux-ci essayeront plus tard de rejoindre la Suisse, ce ne serait que la première partie du scénario. On pourrait notamment y retrouver le personnage de l'Ours juif interprété par Eli Roth dans Inglourious Basterds.

### Projets abandonnés
Tarantino avait évoqué l’idée de réaliser un film intitulé The Vega Brothers. Michael Madsen et John Travolta auraient repris leurs rôles respectifs de Vic Vega (alias M. Blonde dans Reservoir Dogs) et Vincent Vega (le gangster maladroit dans Pulp Fiction). Ce film aurait donc mis en avant le lien de fraternité entre les deux gangsters. Mais le projet n'a jamais abouti, en partie en raison du changement de l'aspect physique des deux acteurs avec le temps. De plus ce devait être à l'origine Michael Madsen qui devait jouer le rôle de Vincent Vega dans Pulp Fiction. Le réalisateur déclare ultérieurement qu'il avait envisagé de réaliser un remake de Reservoir Dogs en guise de dernier film.
En 2015, Quentin Tarantino raconte qu'après Pulp Fiction, il avait envisagé de faire un film basé sur le personnage de Marvel Comics, Luke Cage, qui aurait pu être incarné par Laurence Fishburne ou Wesley Snipes.
De nombreux projets ont entouré Kill Bill. Le producteur exécutif des deux premiers volets, E. Bennett Walsh, évoque en 2007 un troisième et quatrième volumes que pourrait réaliser Tarantino. Un prequel en film d'animation sur les relations passées entre Bill et Beatrix Kiddo a également été évoqué. Le volet 3 serait axé sur les vengeances parallèles de Sophie Fatale et d'Elle Driver, désormais aveugle, le volet 4 sur les vengeances des filles respectives de Beatrix Kiddo (B.B.) et de Vernita Green (Vicky, dont la mère a été tuée sous ses yeux) ; les deux volets pourraient aussi fusionner en un unique film. Lors de la promotion de Django Unchained, Tarantino mentionne dans une interview qu'il n'y aura probablement pas de suite à Kill Bill. Il déclare l'année suivante que ce projet est définitivement abandonné.
En 2017, le cinéaste est très sérieusement envisagé comme réalisateur d'un film Star Trek.

#### The Movie Critic
The Movie Critic ou The Film Critic est un autre projet de film écrit par Tarantino et dont la sortie était prévue en 2025. Il devait s'agir en théorie de son dixième et ultime film.
La préproduction démarre en 2023, avec un tournage prévu à l'automne. Les premiers rapports sur le film indiquaient que l'action se déroulerait à Los Angeles à la fin des années 1970 et que le personnage principal serait une femme,. Immédiatement, il a été supposé que cette personnalité soit la journaliste Pauline Kael, spécialisée dans les critiques de films à la fin des années 1970. Quentin Tarantino a toujours eu un profond respect pour elle,,. Le réalisateur-scénariste confirme que l'intrigue se déroulera à Los Angeles en 1977 mais que l'hypothèse sur Pauline Kael est erronée,.
À l'annonce du projet, plusieurs artistes évoquent d'éventuelles rumeurs sur la présence de Tim Roth, Christoph Waltz ou encore Samuel L. Jackson, ainsi que des actrices avec lesquelles Quentin Tarantino n'a jamais travaillé : Cate Blanchett et Molly Ringwald. Le cinéaste annonce qu'il aimerait diriger à nouveau Bruce Willis, malgré la retraite et la maladie de ce dernier,. En septembre 2023, des annonces révèlent que Paul Walter Hauser devrait tenir le rôle principal. L'année suivante, il est révélé que Brad Pitt obtient le rôle principal,.
Le début du tournage, alors envisagé à l'automne 2023 à Los Angeles, est repoussé notamment à cause de la grève des scénaristes et des acteurs. Le tournage devait débuter ainsi en 2024 pour une sortie prévue au cinéma en 2025.
En avril 2024, plusieurs sites tels que IGN, thefilmstage, Variety ou encore Collider rapportent que Tarantino, n'étant pas satisfait du script, préfère abandonner le projet, et se concentrer sur d'autres idées pour son prochain et dernier film. Le projet est donc annoncé comme étant annulé.

## Controverses et affaires

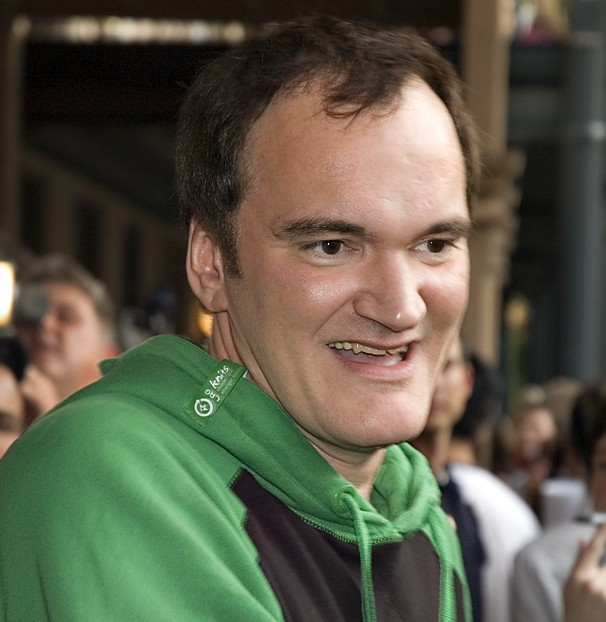
Le réalisateur Quentin Tarantino à la première de Grindhouse, Austin, Texas.

### Accusations de racisme par Spike Lee
Spike Lee a vivement critiqué Tarantino pour l’utilisation d'expressions à connotation raciste dans ses films, particulièrement le mot nègre qui revient souvent dans Pulp Fiction, Jackie Brown, Reservoir Dogs, Inglourious Basterds ou encore Django Unchained et Les Huit Salopards. Dans une interview donnée au magazine américain Variety, Spike Lee a déclaré : « Je ne suis pas contre ce mot… et je l’utilise, mais Quentin est obsédé par ce mot. Que cherche-t-il ? À être considéré comme Noir ? »
Samuel L. Jackson, qui fut dirigé par Lee (Jungle Fever) comme par Tarantino, défend ce dernier. Pour la présentation de Jackie Brown au Festival international du film de Berlin, Jackson répond aux critiques de Spike Lee en déclarant : « Je ne pense pas que le mot soit offensant placé dans le contexte du film. Les artistes noirs pensent qu’ils sont les seuls autorisés à utiliser ce mot. Jackie Brown est un superbe film rendant hommage aux films de la blaxploitation. C’est un bon film, chose que Spike n’a pas faite depuis quelques années. »
Tarantino a défendu son utilisation de ce mot, soutenant que le public noir apprécie ses films inspirés de la blaxploitation, ce qui échappe à certains de ses critiques, et qu’en fait, Jackie Brown était à l’origine conçu pour un public noir. Il explique aussi que, s'il avait été noir, la question n'aurait jamais été soulevée et il revendique son droit à faire parler ses personnages selon la personnalité qu'il leur donne et qu'il pense être la bonne.

### Affaire Weinstein
Le 19 octobre 2017, alors que les révélations sur les agressions sexuelles commises par son ami et producteur Harvey Weinstein s'accumulent, Quentin Tarantino reconnaît publiquement avoir fermé les yeux à l'époque des faits : « Je savais qu'il avait fait plusieurs de ces choses. J'aurais aimé prendre mes responsabilités par rapport à ce que j'ai entendu. Si j'avais fait ce que j'aurais dû faire alors, je n'aurais pas dû travailler avec lui », confesse-t-il,.

### Soutien à Tsahal
Installé depuis 2020 à Tel Aviv-Jaffa avec sa femme Daniella Pick et ses enfants, Tarantino est considéré par The Time of Israel comme « une figure respectée du cinéma israélien » pour avoir apporté son soutien à Tsahal dans la guerre opposant Israël au Hamas. Quelques jours après le 7-octobre, il se rend dans une base militaire au sud d'Israël pour « remonter le moral des troupes » qui, selon Blast, « écrasaient les Gazaouis dans le sang et sous les bombes ».

## Filmographie

### Acteur

#### Cinéma
- 1987 : My Best Friend's Birthday : Clarence Pool
- 1992 : Reservoir Dogs : M. Brown
- 1994 : Pulp Fiction : Jimmie Dimmick
- 1994 : Somebody to Love d'Alexandre Rockwell : le gérant du bar
- 1994 : Sleep with Me de Rory Kelly : Sid
- 1995 : Destiny Turns on the Radio de Jack Baran : Johnny Destiny
- 1995 : Groom Service (Four Rooms) (segment The Man from Hollywood) : Chester
- 1995 : Desperado de Robert Rodriguez : le gars dans le bar
- 1996 : Girl 6 de Spike Lee : Q.T.
- 1996 : Une nuit en enfer (From Dusk Till Dawn) de Robert Rodriguez : Richard « Ritchie » Gecko
- 1997 : Jackie Brown : la voix du répondeur téléphonique de Jackie (en VO)
- 2000 : Little Nicky de Steven Brill : Deacon
- 2003 : Kill Bill : Volume 1 : un membre des 88 Fous (caméo)
- 2005 : Le Magicien d'Oz des Muppets (The Muppets' Wizard of Oz) : lui-même
- 2007 : Boulevard de la mort (Death Proof) : Warren, le barman
- 2007 : Planète Terreur (Planet Terror) de Robert Rodriguez : le violeur n° 1
- 2007 : Sukiyaki Western Django (スキヤキ・ウエスタン ジャンゴ) de Takashi Miike : Ringo
- 2008 : Chronique des morts-vivants (Diary of the dead) de George A. Romero : journaliste audio 3 (en VO)
- 2009 : Inglourious Basterds : le premier Allemand scalpé / mains étranglant Diane Kruger (à la place de Christoph Waltz)
- 2012 : Django Unchained : Frankie, un employé de The LeQuint Dickey Mining Co.
- 2014 : Broadway Therapy de Peter Bogdanovich : lui-même (caméo[180])
- 2015 : Les Huit Salopards (The Hateful Eight) : le narrateur (non crédité)
- 2019 : Once Upon a Time… in Hollywood : le réalisateur de la pub Red Apple Cigarettes (caméo vocal)

#### Télévision
- 1988 : Les Craquantes : Le Mariage de Sophia - 1re partie (Sophia's Wedding (Part 1)) (saison 4, épisode 6) : imitateur d'Elvis
- 2002 : Alias : Jeux Dangereux 1 et 2 (The Box 1 and 2) (saison 1, épisodes 12 et 13) : McKenas Cole
- 2004 : Alias : Passé recomposé (Full Disclosure) (saison 3, épisode 11) : McKenas Cole
- 2004 : Alias : Nid d'aigle (After Six) (saison 3, épisode 13) : McKenas Cole
- 2022 : Super Pumped, la face cachée d'Uber (Super Pumped: The Battle for Uber) : le narrateur (voix)

### Scénariste

#### Cinéma
- 1987 : My Best Friend's Birthday (inachevé)
- 1992 : Reservoir Dogs
- 1993 : True Romance de Tony Scott
- 1994 : Tueurs nés (Natural Born Killers) d'Oliver Stone
- 1994 : Pulp Fiction
- 1995 : Groom Service (Four Rooms) (segment : The Man from Hollywood)
- 1995 : USS Alabama (Crimson Tide) de Tony Scott (quelques scènes et dialogues, non crédité)
- 1996 : Une nuit en enfer (From Dusk Till Dawn) de Robert Rodriguez
- 1996 : Rock (The Rock) de Michael Bay (quelques scènes, non crédité)
- 1996 : Sang-Froid (Curdled) de Reb Braddock (un reportage télévisé)
- 1997 : Jackie Brown
- 2003 : Kill Bill : Volume 1
- 2004 : Kill Bill : Volume 2
- 2007 : Grindhouse (double programme incluant de fausses bandes-annonces)
- 2007 : Boulevard de la mort (Death Proof)
- 2009 : Inglourious Basterds
- 2012 : Django Unchained
- 2015 : Les Huit Salopards (The Hateful Eight)
- 2019 : Once Upon a Time… in Hollywood
- 2026 : The Adventures of Cliff Booth de David Fincher

### Producteur

#### Cinéma
- 1987 : My Best Friend's Birthday de Quentin Tarantino (inachevé)
- 1991 : Past Midnight de Jan Eliasberg (producteur associé)
- 1993 : Iron Monkey : La Légende démasquée (少年黃飛鴻之鐵馬騮) de Yuen Woo-ping
- 1994 : Killing Zoe de Roger Avary (producteur délégué)
- 1995 : Groom Service (Four Rooms) d'Allison Anders, Alexandre Rockwell, Robert Rodriguez et Quentin Tarantino (producteur délégué)
- 1996 : Une nuit en enfer (From Dusk Till Dawn) de Robert Rodriguez
- 1996 : Sang-Froid (Curdled) de Reb Braddock (producteur délégué)
- 1998 : God Said, 'Ha!' de Julia Sweeney (producteur délégué)
- 1999 : Une nuit en enfer 2 : Le Prix du sang (From Dusk Till Dawn 2: Texas Blood Money) de Scott Spiegel (producteur délégué)
- 1999 : Une nuit en enfer 3 : La Fille du bourreau (From Dusk Till Dawn 3: The Hangman's Daughter) de P. J. Pesce (producteur délégué)
- 2004 : My Name Is Modesty de Scott Spiegel (producteur délégué)
- 2005 : Hostel d'Eli Roth (producteur délégué)
- 2005 : Daltry Calhoun de Katrina Holden Bronson (producteur délégué)
- 2006 : Freedom's Fury (documentaire) de Colin K. Gray et Megan Raney (producteur délégué)
- 2007 : Grindhouse de Robert Rodriguez et Quentin Tarantino
- 2007 : Boulevard de la mort (Death Proof) de Quentin Tarantino
- 2007 : Hostel, chapitre II (Hostel: Part II) d'Eli Roth (producteur délégué)
- 2007 : Planète Terreur (Planet Terror) de Robert Rodriguez
- 2008 : Hell Ride de Larry Bishop (producteur délégué)
- 2012 : L'Homme aux poings de fer (The Man with the Iron Fists) de RZA
- 2026 : The Adventures of Cliff Booth de David Fincher

#### Télévision
- 2005 : Les Experts (CSI) : Jusqu'au dernier souffle 1 et 2 (Grave Danger Vol. 1 and 2) (saison 5, épisode 24 et 25)

### Monteur

#### Cinéma
- 1987 : My Best Friend's Birthday (inachevé)

### Réalisateur

#### Cinéma
- 1992 : Reservoir Dogs
- 1994 : Pulp Fiction
- 1997 : Jackie Brown
- 2003 : Kill Bill : Volume 1
- 2004 : Kill Bill : Volume 2
- 2007 : Boulevard de la mort (Death Proof)
- 2009 : Inglourious Basterds
- 2012 : Django Unchained
- 2015 : Les Huit Salopards (The Hateful Eight)
- 2019 : Once Upon a Time… in Hollywood

#### Producteur, scénariste, coréalisateur ou projet inachevé
- 1987 : My Best Friend's Birthday (inachevé)
- 1995 : Groom Service (Four Rooms) (segment : The Man from Hollywood) (coréalisé avec Allison Anders, Alexandre Rockwell et Robert Rodriguez)
- 2005 : Sin City de Robert Rodriguez et Frank Miller (« special guest director » pour la scène de voiture entre Clive Owen et Benicio del Toro)

#### Télévision
- 1995 : Urgences (E.R.) : Maternité (Motherhood) (saison 1, épisode 24)
- 2004 : Jimmy Kimmel Live! (épisode du 24 avril 2004)
- 2005 : Les Experts (CSI) : Jusqu'au dernier souffle 1 et 2 (Grave Danger Vol. 1 and 2) (saison 5, épisodes 24 et 25)

### Directeur de la photographie

#### Cinéma
- 2007 : Boulevard de la mort

## Distinctions

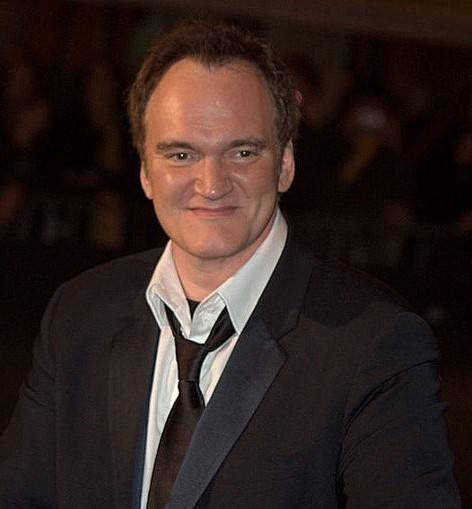
À la des César en février 2011.

### Décorations
- Commandeur de l'ordre des Arts et des Lettres (2013)[181] ; Officier en 2004.

### Récompenses

#### Reservoir Dogs
- Festival international du film de Stockholm 1992 : Cheval de Bronze du meilleur film.
- Festival international du film de Catalogne 1992 : Meilleur réalisateur et meilleur scénario.
- Festival international du film de Toronto 1992 : Prix international de la critique.
- Festival du film d'Avignon 1992 : Prix Tournage du meilleur film américain.
- Festival international du film fantastique de Yubari 1993 : Prix de la critique.

#### Pulp Fiction
- Festival de Cannes 1994 : Palme d'or.
- Festival international du film de Stockholm 1994 : Cheval de Bronze et meilleur scénario.
- NBR Awards 1994 : Meilleur film et meilleur réalisateur.
- Oscars du cinéma 1995 : Meilleur scénario original
- BAFTA Awards 1995 : Meilleur scénario original
- Golden Globes 1995 : Meilleur scénario.
- Saturn Awards 1995 : Meilleur film d'action, d'aventures ou thriller.
- Prix David di Donatello 1995 : Meilleur film étranger.
- Independent Spirit Awards 1995 : Meilleur film, meilleur réalisateur et meilleur scénario.
- MTV Movie Awards 1995 : Meilleur film.
- Prix Edgar-Allan-Poe 1995 : Meilleur film.
- National Society of Film Critics 1995 : Meilleur film, meilleur réalisateur et meilleur scénario.
- Kinema Junpo Awards 1995 : Meilleur film étranger.
- Blue Ribbon Awards 1995 : Meilleur film étranger.

#### Jackie Brown
- Csapnivalo Awards 2000 : Meilleur scénario.

#### Kill Bill: Volume 1
- Festival international du film de Catalogne 2003 : Prix du public.
- Saturn Awards 2004 : Meilleur film d'action, d'aventures ou thriller.
- Empire Awards 2004 : Meilleur réalisateur.

#### Kill Bill: Volume 2
- Saturn Awards 2005 : Meilleur film d'action, d'aventures ou thriller.
- Prix Sant Jordi du cinéma 2005 : Meilleur film étranger.

#### Inglourious Basterds
- Saturn Awards 2010 : Meilleur film d'action, d'aventures ou thriller.
- Critics Choice Awards 2010 : Meilleur scénario original.
- Prix David di Donatello 2010 : Meilleur film étranger.
- Prix Sant Jordi du cinéma 2010 : Meilleur film étranger.

#### Django Unchained
- Oscars 2013 : Meilleur scénario original.
- Golden Globes 2013 : Meilleur scénario.
- BAFTA Awards 2013 : Meilleur scénario original.
- Saturn Awards 2013 : Meilleur scénario.
- Critics' Choice Movie Awards 2013 : Meilleur scénario original.
- Australian Academy of Cinema and Television Arts Awards 2013 : Meilleur scénario.

#### Les Huit Salopards
- National Board of Review Awards 2015 : Meilleur scénario original
- Oscar 2016 : Meilleure musique.
- Golden Globes 2016 : Meilleure musique.

#### Once Upon a Time… in Hollywood
- Golden Globes 2020:
  - Meilleur film musical ou comédie
  - Meilleur scénario
- Critics' Choice Movie Awards 2020 :
  - Meilleur film
  - Meilleur scénario original
  - Meilleur acteur dans un second rôle pour Brad Pitt
  - Meilleure direction artistique pour Barbara Ling et Nancy Haigh
- Oscars 2020 :
  - Meilleurs décors et direction artistique

### Prix spéciaux
- Festival international du film de Catalogne 1996 : Time Machine Honorary Award.
- Casting Society of America 2004 : Récompense pour l'ensemble de sa carrière.
- Empire Awards 2005 : Icône de la décennie.
- World Stunt Awards 2005 : Meilleur réalisateur de film d'action.
- Cinema Audio Society Awards 2006 : The C.S.A Filmmaker Award.
- Eddie Award 2007 du réalisateur de l'année.
- César 2011 : César d'honneur pour l'ensemble de sa carrière.
- Prix Lumière 2013 du Festival de Lyon remis par l'Institut Lumière pour son œuvre et « pour l’ensemble de sa carrière, pour sa cinéphilie irradiante, pour les hommages rendus à l’intérieur même de ses films à toute la mythologie du septième art »[182].

## Publications

### Ouvrages
- Cinéma spéculations [« Cinema Speculation »] (trad. de l'anglais par Nicolas Richard), France, Flammarion, 2023, 448 p. (ISBN 9782080419293)

### Roman
- Il était une fois à Hollywood [« Once Upon a Time in Hollywood: A Novel »] (trad. de l'anglais par Nicolas Richard), France, Fayard, coll. « Littérature étrangère », 2021, 416 p. (ISBN 9780063112520)

### Nouvelle
- La Montre, dans Pulp Frictions / édition Peter Haining ; traduit de l'américain par Pascal Loubet, Myriam Redaounia, Julien Retaillaud. Paris : Libr. des Champs-Élysées, coll. "Pulp série" no 9, septembre 1998, 509 p.  (ISBN 2-7024-9337-8)

### Scénarios publiés
- Pulp fiction : trois histoires pour une histoire : scénario / Quentin Tarantino ; trad. Carole d' Yvoire. Paris : Union générale d'éd., coll. "10-18. Domaine étranger' no 2642, janvier 1995.  (ISBN 2-264-02216-7)
- Une nuit en enfer : scénario (From dusk till dawn) / Quentin Tarantino ; d'après une histoire de Robert Kurtzman ; trad. Carole d'Yvoire. Paris : 10-18, coll. "Domaine étranger" no 2800, 1996, 152 p.  (ISBN 2-264-02430-5)
- Reservoir dogs. Suivi de True romance / Quentin Tarantino ; trad. Carole d'Yvoire. Paris : Union générale d'éd., coll. "10-18. Domaine étranger" no 2697, janvier 1996, 320 p.  (ISBN 2-264-02314-7)
- Four rooms / Quentin Tarantino, Alison Anders, Alexandre Rockwell, Robert Rodriguez ; trad. Viviane Mikhalkov. Paris : 10-18, coll. "Domaine étranger" no 2698, janvier 1996, 192 p.  (ISBN 2-264-02359-7)
- Jackie Brown : scénario / Quentin Tarantino ; trad. Carole d'Yvoire. Paris : 10-18, coll. "Domaine étranger" no 2854, mars 1998, 234 p.  (ISBN 2-264-02726-6)
- Inglourious basterds (Inglorious basterds) / Quentin Tarantino ; trad. Nicolas Richard. Paris : Robert Laffont, coll. "Pavillons poche", août 2009, 259 p.  (ISBN 978-2-221-11323-3)

### Ouvrages préfacés
- Ralph Bakshi, un rebelle du dessin animé / Jon M. Gibson, Chris McDonnell ; préface Quentin Tarantino ; postface Ralph Bakshi ; traduit de l'anglais par Pierre Saint-Jean. Paris : Seuil, coll. "Beaux-livres", mars 2009, 264 p.  (ISBN 978-2-02-098054-8)
- L'Ouragan de la vengeance : un film de Monte Hellman, L'Avant-scène cinéma no 587, 12/2011, 119 p.  (ISBN 978-2-84725-082-4). Scénario et dialogues intégraux, entretien avec le réalisateur, le film vu par Quentin Tarantino, revue de presse, analyse.

### Comics
- 2014 : Django Unchained (Vertigo, 2014) / scénario Quentin Tarantino ; adaptation Reginald Hudlin ; dessin R.M. Guéra, Jason Latour, Denys Cowan et al. ; traduit de l'américain par Françoise Effosse-Roche. Paris : Urban comics, coll. "Vertigo deluxe", janvier 2014, 257 p.-8 pl.  (ISBN 978-2-36577-386-7).(édité en 7 volumes aux États-Unis et en un seul en France)
- 2014 : Django / Zorro #1 (Dynamite Entertainment)